# Landschaftsschutzgebiet Büchenberg und Platzberg bei Hesperinghausen

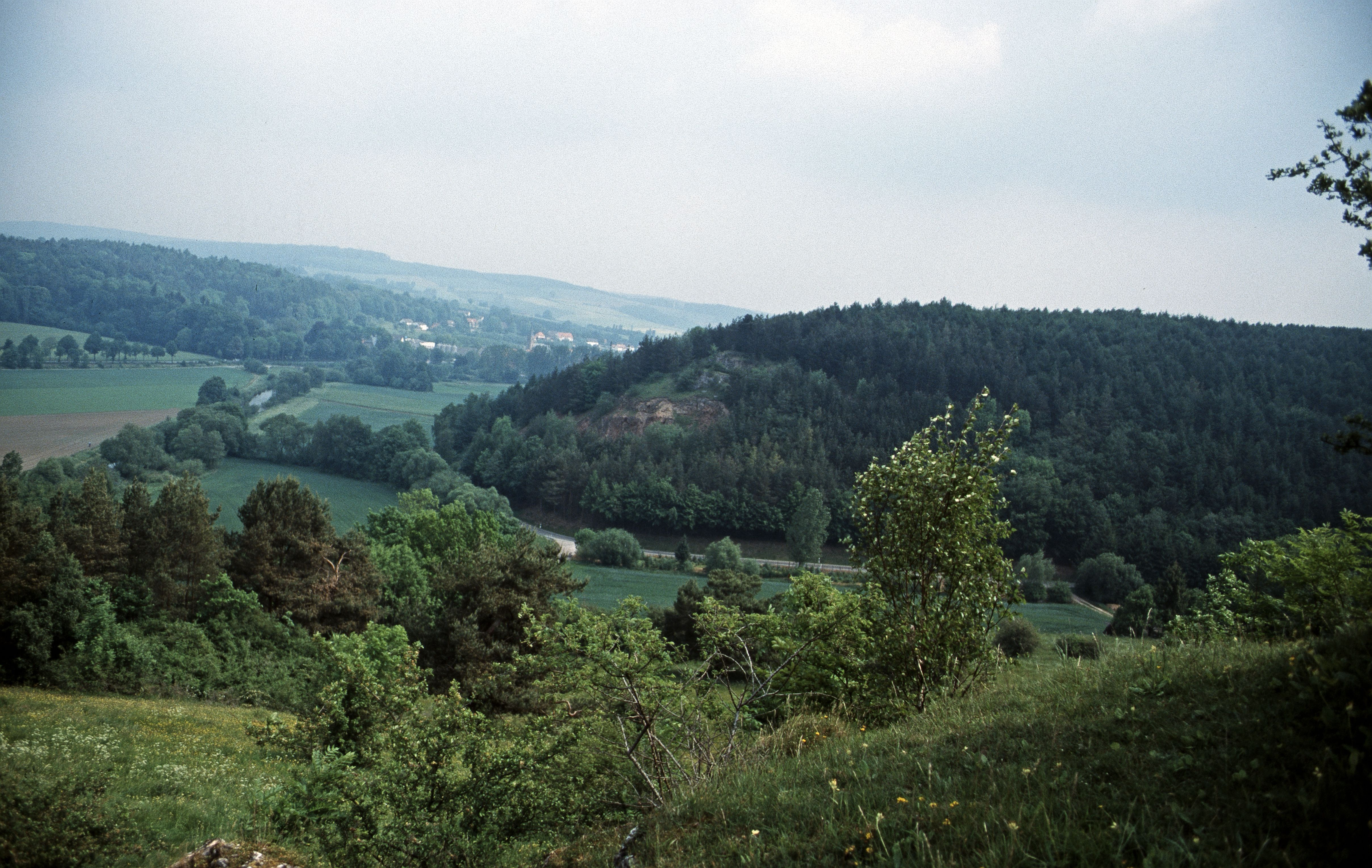
Wald rechts und Grünland davor gehören zum Landschaftsschutzgebiet Büchenberg und Platzberg bei Hesperinghausen

Das Landschaftsschutzgebiet Büchenberg und Platzberg bei Hesperinghausen mit einer Größe von 71,9 ha liegt nördlich von Hesperinghausen im Stadtgebiet von Diemelstadt im Kreis Waldeck-Frankenberg. Das Landschaftsschutzgebiet (LSG) wurde 1993 vom Regierungsbezirk Kassel ausgewiesen. Das LSG besteht aus zwei Teilflächen, welche um das Naturschutzgebiet Büchenberg und Platzberg bei Hesperinghausen, identisch mit dem FFH-Gebiet Büchenberg und Platzberg bei Hesperinghausen (DE-4519-301), liegen bzw. dessen vier Teilflächen verbinden. Die größere Teilfläche des LSG liegt im Kallental zu beiden Seiten der L 3198. Das LSG grenzt im Norden direkt an die Landesgrenze von Hessen zu Nordrhein-Westfalen (NRW). Nördlich hinter der Landesgrenze von NRW liegt das Naturschutzgebiet Huxstein.

## Gebietsbeschreibung
Im LSG liegen Waldbereiche, eine Heckenlandschaft mit Grünland, ferner Acker- und Grünlandbereiche auf flachgründen Untergrund.